# Шпигельглаз, Сергей Михайлович
Серге́й Миха́йлович (Соломон Мовшевич-Менделевич) Шпи́гельглаз (в некоторых источниках — Шпигельглас) (29 апреля 1898 — 12 февраля 1940) — высокопоставленный деятель ВЧК-ОГПУ-НКВД, майор государственной безопасности. Служил в разведке (ИНО ОГПУ-НКВД). Оперативный псевдоним — Дуглас.
Один из руководителей операций по ликвидации перебежчиков и невозвращенцев из числа сотрудников советских спецслужб. В ходе репрессий в НКВД (1937—1938) в 1938 году был арестован и в 1940 году расстрелян. Реабилитирован посмертно.

## Ранние годы
Родился в местечке Мосты Гродненской губернии в семье бухгалтера-еврея. После окончания Варшавского реального училища учился на юридическом факультете МГУ. Свободно владел польским, немецким и французским языками. Участвовал в революционном движении, несколько раз его арестовывала полиция.
В 1917 году с 3-го курса университета был призван в действующую армию, окончил школу прапорщиков в Петрограде, служил в 42-м запасном полку. После Октябрьской революции работал в Военном контроле. В 1918 году вступил в РКП(б). После слияния Военного контроля с Военным отделом ВЧК Шпигельглас становится начальником финансового отделения особого отдела ВЧК.

## Карьера в ВЧК/ОГПУ/НКВД

### 1920-е годы
В органах ВЧК-ГПУ-НКВД с 1918 года: в качестве сотрудника ЧК выезжал с оперативными группами в города и районы Юга, Запада и Центра России, участвовал в подавлении контрреволюционных заговоров и мятежей, в разработках подозреваемых в принадлежности к контрреволюционным организациям лиц. С 1921 г. — в ЧК Белоруссии.
С 1922 года сотрудник иностранного отдела. До 1926 года работал в Монголии, участвовал в пресечении деятельности белогвардейских формирований в этой стране; по агентурным каналам информировал Центр об обстановке в Монголии, о стратегических планах Японии и Китая на Дальнем Востоке. Кроме этого Шпигельглаз занимался формированием монгольских спецслужб. По возвращении продолжал работать во внешней разведке. С сентября 1926 года — помощник начальника ИНО ОГПУ.

### 1930-е годы
С 1936 года был заместителем начальника ИНО ГУГБ НКВД СССР. После убийства 17 февраля 1938 года начальника ИНО А. А. Слуцкого был назначен врид (временно исполняющим должность) начальника ИНО.
Во время кампании сталинского террора Шпигельглаз отвечал за «литерные операции». Среди тех операций, которые приписывают ему в разных источниках, были.
- 1937, август: убийство во Франции перебежчика — бывшего резидента ИНО НКВД в Стамбуле Георгия Агабекова. Труп Агабекова не был найден, а известные версии убийства противоречат одна другой.
- 1937, неудачная попытка убийства Льва Троцкого
- 1937, 4 сентября: убийство в Швейцарии перебежчика — бывшего сотрудника ИНО НКВД Игнатия Рейсса, порвавшего со Сталиным из идейных соображений.
- 1937, 22 сентября: похищение в Париже председателя РОВС генерала Е. К. Миллера. Миллер был нелегально вывезен с территории Франции в СССР, содержался во Внутренней тюрьме на Лубянке без предъявления обвинений и 11 мая 1939 года был расстрелян без суда под чужим именем.
- 1937, получение так называемого Завещания Г. фон Секта[Прим. 6].
- 1937, сентябрь: убийство агента ИНО в РОВС генерала Н. В. Скоблина, который принимал участие в похищении генерала Миллера. Скоблин буквально исчез, его труп не был найден, а известные версии убийства противоречат одна другой.
- В начале 1937 года по резолюции С. М. Шпигельглаза Германом Клесметом была начата подготовка устранения Ивана Солоневича. В Софии в течение около десяти месяцев готовили бомбу. 3 февраля 1938 года в дом на бульваре Царя Ивана Асеня II, где проживала семья Солоневичей и находилась редакция газеты, была под видом книг для Ивана Солоневича доставлена бомба. Бомба взорвалась, когда секретарь Николай Михайлов открывал посылку. Организаторы взрыва надеялись, что посылку будет открывать сам Иван Солоневич, но он в это время, вопреки обыкновению, спал, так как поздно лёг, и от взрыва погибли Н. Михайлов и жена Солоневича Тамара. Иван и его сын Юрий не пострадали, а брат Борис к тому времени уже проживал в Бельгии. Полиции не удалось установить, кто принёс бомбу. Подозревали и тех членов РОВС, которые хотели убить Солоневичей ранее. Полиция конфисковала всю валюту Солоневичей, накопленную на чёрный день, предметы обстановки. Находясь в состоянии крайней подавленности и опасаясь угрозы новых покушений, Иван Солоневич воспользовался возможностью получить визу в Германию (где после взрыва и гибели Тамары подозрения в отношении Солоневичей были сняты) и 9 марта 1938 года с сыном покинул Болгарию.
- 1938, май: убийство в Роттердаме лидера ОУН Евгения Коновальца. Непосредственными исполнителями операции были Павел Судоплатов и Александр Тимашков.
- 1938, июль: убийство одного из организаторов и руководителей Четвёртого интернационала, сподвижника Льва Троцкого Рудольфа Клемента[4].

По мнению британского историка Дональда Рейфильда, «кровавые и бесцеремонные» действия Шпигельглаза в 1937—1938 гг. привели к заметному ухудшению отношений СССР с Францией и Швейцарией.
Шпигельглаз занимался также подготовкой разведчиков-нелегалов, преподавал в разведывательной школе. Среди его учеников — Авенир Беннигсен. Из воспоминаний ветерана советской разведки Виталия Павлова:

Среди лекторов были и сотрудники внешней разведки, которые, как мы впоследствии убедились, не только учили нас «уму-разуму», но и очень внимательно присматривались к каждому слушателю. Особенно дотошным был, я бы сказал, исполнявший обязанности начальника ИНО ГУГБ НКВД СССР Сергей Михайлович Шпигельглаз.

### Закат карьеры и гибель
2 ноября 1938 года С. М. Шпигельглаз был арестован по обвинению в «сотрудничестве с иностранными разведками и участии в троцкистском заговоре в органах НКВД». Непосредственной причиной ареста послужил уход на Запад майора ГБ А. М. Орлова, которого Шпигельглаз хорошо знал по Испании. Внесен в Список Л.Берии от 16 января 1940 г. по 1-й категории. Приговорен к ВМН Военной коллегией Верховного суда СССР 28 января 1940 года. Расстрелян не в ночь следующего дня, как большинство осужденных, а только 12 февраля 1940 г. Место захоронения — «могила невостребованных прахов» № 1 крематория Донского кладбища. 10 ноября 1956 г. посмертно реабилитирован ВКВС СССР.
С. М. Шпигельглазу устроено символическое захоронение-кенотаф в колумбарии нового Донского кладбища в Москве, где захоронен прах его жены Елизаветы Марковны (1900—1967) и дочери Александры Сергеевны, в замужестве Правоторовой (1923—1984).

## Киновоплощения
- Эммануил Виторган в телесериале Дети Арбата, Россия, 2003 год.
- Олег Шкловский в телесериале Очарование зла, Россия, 2005 год.

## Внешние источники
- Биография и фото на сайте СВР России
- Биография на сайте Хронос
- Шпигельглаз Сергей Михайлович, сайт некрополь.инфо